# Ecgfrith northumbriai király
Ecgfrith (angolszászul ECGFERÞ OSVVEOING NORÞANHYMBRA CYNING), (645 – 685. május 20.), Bernicia királya 670–679 között, Northumbria királya 679–685 között; háborút vívott délen a merciaiakkal, északon pedig a piktekkel.
Oswiu király (612–670) fia. 674-ben legyőzte a merciai vezetés alatt álló dél-angliai szövetségét, és uralma alá vonta Lindsey tartományát. 678-ban azonban I. Æthelred merciai király (645–716) fölébe kerekedett a Trent folyó közelében. 679-ben meghalt öccse, Ælfwine deira uralkodó (661–679), így egyesíteni tudta egész Northumbriát. A pikt területek megszállása idején Egfrith az akkor Nechtanemere-nek nevezett helyen (ma Duin Nechtain) elesett, hadseregét pedig szétverték (685. V. 20.).

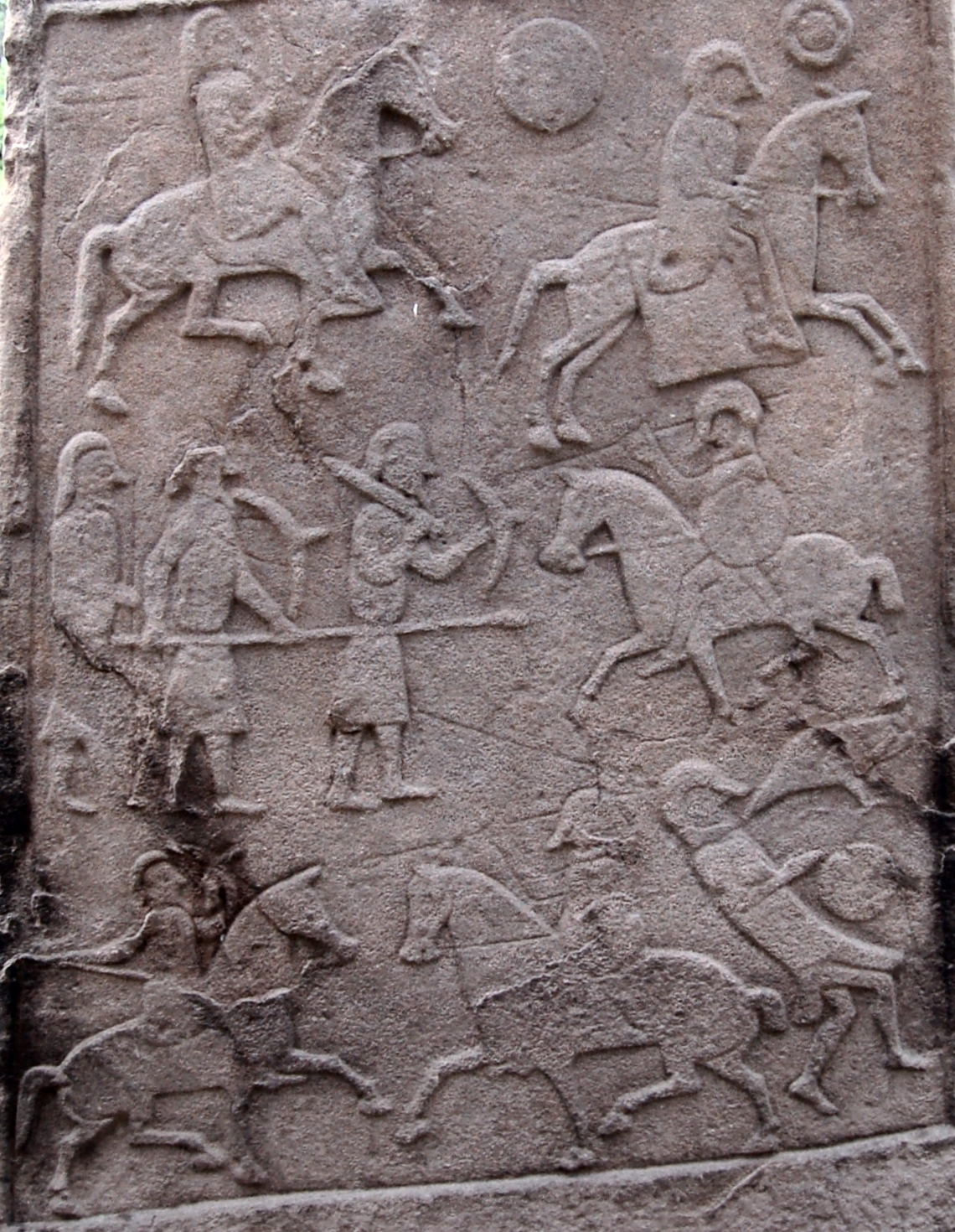
A Nechtanesmere-i csata

## Gyermekei
- 1. felesége (660): Ætheltryth (636 – 679. június 23.)
- 2. felesége (678 előtt): Eormenburg

Gyermekük valószínűleg nem született.